# Hannah og hendes søstre
Hannah og hendes søstre (engelsk originaltitel: Hannah and Her Sisters) er et amerikansk komedie-drama fra 1986 skrevet og instrueret af Woody Allen. Filmen fortæller om en farverig families relationer over en periode på to år med start og slut på en thanksgiving-middag for hele familien. I centrum af historien er Hannah, spillet af Mia Farrow, hendes mand Elliot (Michael Caine) og hendes søstre Lee (Barbara Hershey) og Holly (Dianne Wiest).
Filmen er en af Woody Allens mest succesfulde med en indtjening på over $40 millioner alene i USA. Filmen har også modtaget en stribe priser, blandt andet tre Oscars samt i Danmark Bodilprisen for bedste amerikanske film i 1987.

## Handling
Den succesrige skuespiller Hannah og hendes mand Elliot inviterer den store familie til thankgiving-middag. Hannah er også i privatlivet den i familien med størst succes og derfor det naturlige omdrejningspunkt. Hendes søster Lee har i nogle år haft et forhold til den misantropiske maler Frederick (Max von Sydow), men han er begyndt at kede hende, og hun indleder nu et forhold til Elliot, der føler sig følelsesmæssigt underlegen i forhold til Hannah. Lee forlader i den forbindelse Frederick, der efterhånden må indse, at han har været afhængig af Lee.
Holly, Hannahs anden søster, har ikke succes som skuespiller og prøver i stedet kræfter med cateringbranchen. Her oplever hun endnu et nederlag i kappestrid med sin tidligere kollega April (Carrie Fisher) om både kunder og den samme mand, David (Sam Waterston). I stedet finder hun trøst hos den hypokondriske tv-producer Mickey (Woody Allen), der i øvrigt er Hannahs eksmand. Holly forsøger sig som forfatter og låner penge af Hannah i den forbindelse; hendes skriverier er et portræt af Hannah og Elliot, men da Hannah er nysgerrig efter at høre mere, dropper Holly den bog og skriver i stedet en historie baseret på hendes eget liv. Da hun viser den til Mickey, er han meget imponeret og hjælper hende med at få den filmatiseret.
En sidehistorie fortæller om de tre søstres forældre (Maureen O'Sullivan og Lloyd Nolan), der kæmper med moderens lejlighedsvise alkoholisme.
Ved filmens anden thankgiving-middag er Elliot og Lees affære overstået, og som en krølle på filmen ser man situationen yderligere et år senere, hvor de tre søstre, der undervejs i det første år i filmen får problemer deres indbyrdes forhold, igen er bedste venner, og Holly er gravid med Mickeys barn – skønt han egentlig var impotent.

## Medvirkende
- Mia Farrow som Hannah
- Barbara Hershey som Lee
- Dianne Wiest som Holly
- Michael Caine som Elliot
- Max von Sydow som Frederick
- Woody Allen som Mickey
- Maureen O'Sullivan som Norma, pigernes mor
- Lloyd Nolan som Evan, pigernes far
- Carrie Fisher som April
- Sam Waterston som David